# Google Académico
Google Académico (en inglés, Google Scholar) es un motor de búsqueda de Google enfocado y especializado en la búsqueda de contenido y bibliografía científico-académica.  El sitio indexa editoriales, bibliotecas, repositorios, bases de datos bibliográficas, entre otros; y entre sus  resultados se pueden encontrar citas, enlaces a libros, artículos de revistas científicas, comunicaciones y congresos, informes científico-técnicos, tesis, tesinas y archivos depositados en repositorios.
Fue lanzado al público en versión Beta el 19 de noviembre de 2005. El índice incluye todos aquellos documentos accesibles en la Web que cumplan con una serie de requisitos técnicos.

## Funcionamiento
Jerarquiza los resultados usando un algoritmo similar al que utiliza Google para las búsquedas generales, aunque también usa como señales «el texto completo de cada artículo, el autor, la publicación en la que aparece el artículo y la frecuencia con la que se ha citado el artículo en otra literatura académica». El número de citas recibidas es un factor especialmente relevante. Los resultados incluyen asimismo libros técnicos, así como un enlace a otros artículos que citan el artículo señalado. Esto es una herramienta interesante para la investigación, ya que permite encontrar nueva información (más actualizada) a partir de un artículo conocido.
Google Académico permite a los usuarios buscar copias físicas o digitales de artículos, ya sea en línea o en bibliotecas. Las búsquedas de Google Académico aparecerán utilizando las referencias de «artículos periodísticos completos, informes técnicos, borradores preliminares, tesis, libros y otros documentos, incluyendo páginas web selectas que se consideran contenedoras de “contenido académico”». Puesto que la mayor parte de los resultados de búsqueda de Google Académico enlazan directamente a artículos de publicaciones comerciales, la mayor parte del tiempo los usuarios solo podrán acceder a un breve resumen del tema tratado en el artículo, así como a pequeños fragmentos de información importante relacionada con dicho artículo, y posiblemente tengan que pagar un determinado importe para acceder al artículo completo. Google Académico es tan sencillo de utilizar como la búsqueda web regular de Google, especialmente con la ayuda de la función de «búsqueda avanzada», que puede filtrar automáticamente los resultados de búsqueda para mostrar únicamente los pertenecientes a una publicación o artículo específicos. Los resultados más relevantes para las palabras clave buscadas se listarán en primer lugar, según el ranking del autor, el número de referencias que lo enlacen, y su relevancia respecto de otra literatura académica, así como el ranking de la propia publicación en que aparezca el artículo.
Usando su función de «grupo», muestra los enlaces disponibles a artículos periodísticos. En la versión de 2005, esta herramienta proporcionaba enlaces tanto a versiones de artículos a las que podía accederse mediante una suscripción, como a versiones íntegramente gratuitas de artículos; durante la mayor parte de 2006, únicamente proporcionaba enlaces a las versiones de los editores. Desde diciembre de 2006 ha proporcionado enlaces a ambas versiones, tanto publicadas como de repositorios académicos de acceso libre, pero no cubría aún aquellos publicados en páginas personales de universidades.[cita requerida] El acceso a las versiones archivadas que no requieren suscripción se proporciona ahora como un enlace a Google, donde uno puede ahora encontrar esos artículos de acceso libre.
A través de su herramienta «citado por», Google Académico proporciona acceso a resúmenes de artículos en los que se haya citado el artículo que se está consultando. Es esta herramienta en particular la que proporciona índices de citaciones previamente solo disponibles en Scopus y en Web of Knowledge. A través de su función de «artículos relacionados», Google Académico presenta una lista de artículos estrechamente relacionados, la cual se ordena primariamente por similitud con el artículo original, pero también teniendo en cuenta la relevancia de cada documento.
La base de datos legales de Google Académico para procesos de Estados Unidos dispone de amplia información. Los usuarios pueden buscar y consultar veredictos publicados de los procesos de los tribunales estatales de apelación y supremo de los Estados Unidos desde 1950, procesos de los tribunales de distritos federales de apelación, impuestos y quiebras desde 1923, y procesos del Tribunal Supremo de los Estados Unidos desde 1791. Google Académico incluye citas de dichos procesos a modo de enlaces pulsables en los casos que los citan, y la solapa de «Cómo son Citados» permite a los abogados investigar precedentes jurídicos y sus subsecuentes citaciones, así como el propio veredicto del tribunal. La extensión para Google Académico Legal Content Star Paginator inserta números de página al estilo de Westlaw y de LexisNexis junto con el resto del texto del caso.

## Perfil de autor
Google Académico permite configurar un perfil de autor y realizar seguimiento sobre las citas de trabajos publicados. El buscador comprueba quién cita los trabajos publicados por ese autor, y genera gráficos de citas en su perfil. A medida que el buscador actualiza esos datos, también sugiere al autor la incorporación de coautores, mostrando esa información en el perfil público. En este perfil, se visualizan además tres tipos de estadísticas: el total de citas recibidas, el Índice H y el Índice i10.